# Hästtjärnarna, Värmland
Hästtjärnarna är en sjö i Filipstads kommun i Värmland och ingår i Göta älvs huvudavrinningsområde.